# In Twilight's Shadow
 (juillet 2025).
Pour plus de détails, voir Fiche technique et Distribution.
In Twilight's Shadow est un court-métrage américain réalisé par Tina Scorzafava, sorti en 2008,.

## Synopsis
C'est l'histoire d'une femme immortelle coincée entre deux mondes.

## Fiche technique
- Titre : In Twilight's Shadow
- Réalisation : T.M. Scorzafava
- Scénario : T.M. Scorzafava, Jordan Falconer
- Producteur :
- Musique : Kiss On The Lips par Joan Jett & The Blackhearts
- Langue d'origine : Anglais américain
- Pays d'origine : États-Unis
- Genre : Thriller, romance saphique
- Lieux de tournage : Los Angeles, Californie, États-Unis
- Durée : 12 minutes
- Date de sortie :
- États-Unis : 27 mars 2008 (Ann Arbor Film Festival)
- Brésil : 18 novembre 2008 (Mix Brasil (en))
- Canada : 23 novembre 2008 (imagineNATION Film Festival)
- Australie : 24 mars 2009 (Melbourne Queer Film Festival (en))
- Royaume-Uni : 26 mars 2009 (London Lesbian and Gay Film Festival)

## Distribution
- Natasha Alam : Carlisle
- Erica Luttrell : Ryah
- Nadia Gillespie : Sienna
- John Charles Meyer : Aristotle
- Rodney Neil : Sembur
- Shannon Marie Codner : Felissa